# Azerbaiyán y la Organización para la Cooperación Islámica

La bandera de la OCI

Azerbaiyán integró a  la Organización para la Cooperación Islámica en 1991 después de la recupercaión de su independencia. La organización para la Cooperación Islámica (hasta 2011 se llamaba la Organización de la Conferencia Islámica) es una organización intergubernamental, creada en 1969, en Marruecos. La organización incluye a los 57 Estados miembros.

La bandera de la República de Azerbaiyán

## Historia

### Incorporación
El 18 de octubre de 1991 Azerbaiyán aprobó la ley constitucional “sobre la independencia estatal de la República de Azerbaiyán" y recuperó su independencia. Después de esto, Azerbaiyán presentó una solicitud de adhesión a la Organización para la Cooperación Islámica. La OCI fue la primera organización a la que entró el país. En 1991, la cumbre de Dakar la República de Azerbaiyán fue aprobada en la Organización para la Cooperación Islámica (entonces la Organización de la Conferencia islámica). 
En este mismo año, la delegación de la organización realizó una visita a Azerbaiyán para examinar las posibilidades de la solución pacífica del conflicto entre Armenia y Azerbaiyán.

### Miembro de OCI

#### El siglo XX
En mayo de 1994, de conformidad con el reglamento de Heydar Aliyev, el embajador de Azerbaiyán en Arabia Saudita recibió las credenciales de representante permanente ante la mesa general de la secretaria de la OCI.
El 12 de diciembre de 1994 en Marruecos tuvo lugar la VII cumbre de la OCI, en el que asistió el presidente de Azerbaiyán y pronunció un discurso.
En la cumbre se aprobó una resolución en relación con el conflicto de Karabaj y la prestación asistencia económica a Azerbaiyán. En la resolución se representaron el requisito de cumplimiento de las resoluciones de la ONU y la inmediata retirada de las fuerzas armadas de Armenia de los territorios ocupados de Azerbaiyán.  
En otra resolución se instó a las organizaciones internacionales de socorro de Azerbaiyán humanitarias de emergencia y de ayuda financiera. 

#### ElsigloXXI
En las cumbres de la OCI el 12-13 de noviembre de 2000, en Doha (Catar) y el 16-17 de noviembre de 2003, en Putrajaya (Malasia), Azerbaiyán fue presentado a nivel de ministro de relaciones exteriores. En estas cumbres también fue protegida la posición de Azerbaiyán, fueron aprobados los documentos que requieren la retirada de las tropas armenias de los territorios ocupados de Azerbaiyán, el respeto a la integridad territorial de Azerbaiyán, el cumplimiento de las resoluciones de las Naciones Unidas y otras.  

El 7-8 de diciembre de 2005, en la Meca se realizó la tercera reunión extraordinaria de la cumbre de la OCI, en el que participó Ilham Aliyev.
“ La Organización para la Conferencia Islámica aplica a los esfuerzos para establecer la paz y la prosperidad en todo el mundo... Al mismo tiempo, expresamos protesta categórica de aquellos que vincula el terrorismo con el Islam. Esa opinión es completamente errónea e inaceptable.”
De 19 a 21 de junio de 2006, en Bakú fue realizado  la 33 reunión de ministros de relaciones exteriores de los países miembros de la OCI, en la que participó el Ilham Aliyev. En esta sesión, la presidencia de la Organización pasó a Azerbaiyán.
El 13-14 de marzo de 2008 en Dakar tuvo lugar la XI cumbre de la Organización para  la Conferencia Islámica, en la que participó el ministro de relaciones exteriores de Azerbaiyán. 
En abril de 2008 se celebró el VI período de sesiones de la junta directiva del foro de la Juventud de la OCI, que se celebró en Kuwait. En esta sesión Leyla Aliyeva fue elegida primera coordinador para el diálogo intercultural, el Foro de la Juventud.  
La 36 reunión de ministros de relaciones exteriores de los países miembros de la OCI tuvo lugar el 23 de mayo de 2009 en Damasco (Siria), donde también participó el ministro de Azerbaiyán. En este mismo año Bakú fue declarada capital de la cultura islámica.  El 17 de febrero de 2009 se celebró la solemne ceremonia de apertura del año, en la  que participaron el presidente de Azerbaiyán y el Secretario General de la ISESCO.  
El 11 de noviembre de 2009, en Bakú se celebró la conferencia internacional bajo el nombre de " el diálogo intercivilizaciones: la mirada de Azerbaiyán", que celebró el 40 aniversario de la organización. El secretario general de la oci Ekmeleddin Ihsanoghlu dijo sobre la conversión de Azerbaiyán en el símbolo en el ámbito de la cooperación entre las grandes civilizaciones, que se debe a la posición geográfica de Azerbaiyán, así como la conexión de diferentes culturas.  
El 18-20 de mayo de 2010 en Dushambé se celebró la reunión de ministros de relaciones exteriores de los Estados miembros de la OCI, en el que se han tomado la declaración de Dusambé y la resolución en la que se condenó a la destrucción en los territorios ocupados de Azerbaiyán de los monumentos de la cultura islámica. También en las resoluciones se prevé la prestación al estado Azerbaiyano la asistencia económica y técnica con el fin de eliminar los efectos de la ocupación.
El 25 y 26 de abril de 2013 en Bakú se celebró la conferencia de ministros de trabajo de la Organización para  Cooperación Islámica, en la que se aprobó el "documento de marco". Este documento definió las prioridades futuras en materia de empleo, la migración, la fuerza de trabajo, intercambio de experiencias y de protección social.    
A propuesta del presidente Ilham Aliyev fue creado el Centro de trabajo de la OIC (OCI Labour Center).    
La primera reunión del Comité Directivo del "Documento de Marco", en el que se aborden las cuestiones de trabajo, empleo y seguridad social se celebró el 17-18 de junio de 2014 en Bakú.    
El 20-21 de octubre de 2014 en Bakú se celebró la V conferencia internacional sobre "El papel de la mujer en el desarrollo de los estados miembros de la Organización para Cooperación Islámica".    
El 3 de mayo de 2017, el presidente de Azerbaiyán, Ilham Aliyev, recibió en Bakú a la delegación encabezada por el Secretario General de la OCI Yusif al Osaimi.

## IV Juegos de Solidaridad Islámicos
En 2017, en Bakú se celebró la IV juegos de solidaridad Islámicos. La Ceremonia de inauguración de los juegos tuvo lugar el 12 de mayo y la ceremonia de cierre - el 22 de mayo. En los juegos participaron 2800 atletas de 54 países.